# ナタリズマブ
ナタリズマブ（Natalizumab,製品名タイサブリ・Tysabri）は好中球以外の循環血中白血球の細胞膜表面に発現しているα4インテグリンに対するヒト化したモノクローナル抗体である。

## 効能・効果
- 多発性硬化症(multiple sclerosis;MS)の再発予防及び身体的障害の進行抑制

## 多発性硬化症の治療
多発性硬化症は臨床経過から急性増悪を繰り返す再発寛解型（RRMS）および症状が徐々に悪化する慢性進行型（progressive MS）に分けられる。再発寛解型が後に慢性進行型となる場合を二次進行型(secondary progressive MS)といい、発症時から慢性進行型となるものを一次進行型（primary progressive MS）という。二次性進行型の病態には軸索変性が大きく関与している。症例の多くを占める再発寛解型MSにおいての治療目標は炎症性脱髄病変を予防すると同時に病初期より起こりえる軸索変性を抑制し、二次進行型への進展を防ぐことと考えられている。ナタリズマブはα4β1インテグリンとVCAM-1の結合を阻害することで炎症細胞の組織侵入を阻害し炎症性脱髄を防ぐとされており、再発寛解型の多発性硬化症の治療薬として期待されている。4週間毎に300mg点滴を行うのが一般的である。この臨床的な効果判定を行った有名なtrialにAFFIRM trailとSENTINEL traialがある。
AFFIRM試験
偽薬とナタリズマブの比較、1年間における再発率はナタリズマブ対偽薬で0.26対0.81であり、この差は2年間持続した。障害が残るリスクに関しては2年間で17%対29%であった。
SENTINEL試験
IFNβ1aを使用中に1回以上の再発が生じた効果不十分群でナタリズマブ併用と偽薬併用の群で比較した。1年間における再発率はナタリズマブ対偽薬で0.38対0.82であり、この差は2年間持続した。障害が残るリスクに関しては23%対29%であった。
このように非常に強い再発抑制効果、および軸索変性の抑制効果、少ない副作用から非常に期待されていたが3人の進行性多巣性白質脳症（PML）発症による死亡例が報告されたため全世界で使用が一時中断された。しかし3人のうち2人はIFNの併用例であり、他の一人は治療開始直前までアザチオプリンの内服を行っていたため、2006年7月に単独治療のみ用いること、PMLの詳細なサーベイランスを続ける条件で利用が再開された。
PML発症に関するリスクファクターの解析結果が報告された。抗JCウイルス抗体陽性，免疫抑制薬の使用歴，ナタリズマブによる治療期間が長いことは，それぞれリスクファクターであった。